# Hanan Barasi
Hanan Barasi, también Hanane Al-Barassi (1973 – Bengasi, 10 de noviembre de 2020) fue una abogada y activista libia en defensa de los derechos de las mujeres y los derechos humanos que denunció la corrupción y agresiones sexuales contra mujeres en Bengasi a manos de presuntos miembros de fuerzas leales a Jalifa Haftar. Fue asesinada por hombres próximos a Haftar.

## Biografía
Al-Barassi nació en Libia en 1974. Nació en una tribu influyente en el este del país. Fue muy activa en las redes sociales, eludiendo controles estrictos y transmitiendo en vivo para defender los derechos de las mujeres y denunciar la corrupción, particularmente por parte de Khalifa Haftar y sus militantes armados. Según Hanan Salah, periodista de Human Rights Watch, Al-Barassi también luchó contra el fraude financiero y presuntos casos de violación y agresión sexual en la ciudad de Bengasi . Sus acciones fueron muy publicitadas, poniéndola especialmente en el foco y atrayendo a muchos enemigos.

### Asesinato
Hanane Al-Barassi fue asesinada a tiros en Bengasi el 10 de noviembre de 2020 por tres hombres que apoyaban a Haftar, aunque no han sido identificados. Poco antes de su muerte, había estado transmitiendo en vivo en Facebook, donde había estado criticando a Khalifa Haftar. Amnistía Internacional informó que ya había recibido amenazas de muerte y que un intento de asesinato de su hija en Bengasi había fracasado el año anterior. The Syndicat des avocats libyens declaró que las fuerzas de seguridad dieron instrucciones a los asesinos para "silenciarla".
La muerte de Al-Barassi puso de relieve el peligro de denigrar a los líderes políticos en Libia, informó Amnistía Internacional. Su muerte se produjo un año después del secuestro y la desaparición de la parlamentaria Seham Sergiwa, secuestrada por hombres armados que apoyaban a Haftar en Trípoli y nunca volvió a aparecer. En su lápida, se escribió la inscripción "Martirio de la Verdad".
Su hija también recibió amenazas de muerte. La activista fue asesinada un día después del inicio en Túnez de las reuniones cara a cara en el seno del Foro de Diálogo Político Libio (LPDF).